# Архиепархия Абиджана
Архиепархия Абиджана (лат. Archidioecesis Abidianensis) — архиепархия Римско-Католической церкви с центром в городе Абиджане, крупнейшем городе и бывшей столице Кот-д’Ивуара. В митрополию Абиджана входят епархии Агбовиля, Гран-Бассама и Йопугона. Архиепархия охватывает город Абиджан. Кафедральным собором архиепархии Абиджана является Кафедральный собор Святого Павла. Со 20 мая 2024 года архиепископ Абиджана — кардинал Иньяс Бесси Догбо.

## История
Святой Престол учредил апостольскую префектуру Берега Слоновой Кости 28 июня 1895 года, получив территорию от Апостольской префектуры Голд-Кост (сегодня — архиепархия Кейп-Коста).
24 августа 1911 года передала часть своей территории в пользу учреждения апостольской префектуры Корого (в настоящее время епархия Катиолы) и в то же время апостольская префектура была возведена в ранг апостольского викариата.
9 апреля 1940 года передал часть своей территории в пользу учреждения апостольского викариата Сассандры (в настоящее время епархия Далоы) и одновременно изменил своё название на апостольской викариат Абиджана.
17 мая 1951 года передал ещё часть своей территории в пользу учреждения апостольской префектуры Буаке (сегодня — архиепархия Буаке).
14 сентября 1955 года апостольской викариат был возведен в ранг митрополии буллой Dum tantis Папы Пия XII.
13 сентября 1963 года, он передал дополнительную часть своей территории в пользу учреждения епархии Абенгуру.
Наконец, 8 июня 1982 года передал часть своей территории, для учреждения епархии Гран-Бассама и Йопугона.

## Ординарии
- епископ Jules-Joseph Moury, S.M.A. — (18 января 1910 — 29 марта 1935);
- епископ François Person,  S.M.A. — (9 декабря 1935 — 8 июля 1938);
- архиепископ Jean-Baptiste Boivin,  S.M.A. — (15 марта 1939 — 10 июня 1959);
- кардинал Бернар Яго — (5 апреля 1960 — 19 декабря 1994);
- кардинал Бернар Агре — (19 декабря 1994 — 2 мая 2006);
- кардинал Жан-Пьер Кутва — (2 мая 2006 — 20 мая 2024);
- кардинал Иньяс Бесси Догбо — (20 мая 2024 — по настоящее время).

## Суффраганные диоцезы
- Диоцез Агбовиля;
- Диоцез Гран-Бассама;
- Диоцез Йопугона.

## Источник
- Annuario Pontificio, Libreria Editrice Vaticana, Città del Vaticano, 2003, ISBN 88-209-7422-3